# Riki Harakawa
Riki Harakawa (原川 力 Harakawa Riki?,  Yamaguchi, 18 de agosto de 1993) es un futbolista japonés que juega como centrocampista en el Kashiwa Reysol de la J1 League.

## Selección nacional
Fue elegido para integrar la selección de fútbol sub-23 del Japón para los Juegos Olímpicos de Verano de 2016.

## Trayectoria

### Clubes
| Club                 | País  | Año       |
| -------------------- | ----- | --------- |
| Kyoto Sanga F. C.    | Japón | 2012-2015 |
| Ehime FC (cedido)    | Japón | 2014      |
| Kawasaki Frontale    | Japón | 2016      |
| Sagan Tosu           | Japón | 2017-2020 |
| Cerezo Osaka         | Japón | 2021-2023 |
| F. C. Tokyo (cedido) | Japón | 2023      |
| F. C. Tokyo          | Japón | 2024      |
| Kashiwa Reysol       | Japón | 2025-     |